# Papoeapieper
De papoeapieper (Anthus gutturalis) is een soort zangvogel uit de familie piepers en kwikstaarten van het geslacht Anthus.

## Verspreiding en leefgebied
Deze soort is endemisch in Nieuw-Guinea en telt drie ondersoorten:
- A. g. gutturalis: zuidoostelijk Nieuw-Guinea.
- A. g. rhododendri: het oostelijke deel van Centraal-en noordoostelijk Nieuw-Guinea.
- A. g. wollastoni: het westelijke deel van Centraal-Nieuw-Guinea.